# Sulculeolaria quadrivalvis
Sulculeolaria quadrivalvis är en nässeldjursart som beskrevs av Henri Marie Ducrotay de Blainville 1834. Sulculeolaria quadrivalvis ingår i släktet Sulculeolaria och familjen Diphyidae. Inga underarter finns listade i Catalogue of Life.